# 楠茨迪奇韦勒
楠茨迪奇韦勒（德語：Nanzdietschweiler，發音：[ˈnantsdiːtʃˌvaɪlɐ]）是德国莱茵兰-普法尔茨州库瑟尔县的市镇，面积9.81平方千米，2023年12月31日人口为1,142人。